# Prymnesium parvum
Prymnesium parvum er en art af stilkalger (Haptophyta) (også samlet kaldet Prymnesiophyta). Arten vækker anledning til bekymring på grund af dens evne til at producere algegiften prymnesin, der dræber fisk. Det er en flagellat alge, der normalt befinder sig suspenderet i vandsøjlen. Den blev først identificeret i Nordamerika i 1985, men det vides ikke, om den var hjemmehørende eller om der var tale om en invasiv art.

## Biologi
P. parvum vokser i vand med et saltindhold-område på 0,5 - 30 psu (Practical Salinity Unit) med et optimum ved 15 psu, selvom stammer opsamlet forskellige steder ser ud til at have forskellige niveauer af tolerance overfor salt. En stamme kaldet LB 2797 (isoleret fra Colorado River i Texas) viser et bifasisk vækstmønster, den maksimale celletæthed steg nemlig, når saltindholdet gik op fra 5 til 15 psu, men faldt ved højere niveauer i laboratoriekulturen. Algen producerer dimethylsulfoniopropionat (DMSP) og andre ukendte polyoler, sandsynligvis som en form for osmoregulering til at tilpasse sig livet i saltvand. Miljøet skal være mellem 2 og 30o C for at P. parvum kan leve. Vækst ved en pH-værdi så lav som 5,8 er blevet observeret, men den foretrækker typisk en mere neutral pH. Organismen foretrækker meget lyse miljøer, men væksten kan hæmmes af for meget lys (fotoinhibering). Organismen er i stand til heterotrof vækst i mørke i nærværelse af glycerol og lever under disse forhold af bakterier, især når mængden af fosfat er begrænset. Det er derfor blevet antaget, at P. parvum opfylder sit fosfatbehov ved at indtage bakterier. P. parvum kan bruge en lang række kvælstofkilder, herunder ammonium, nitrat, aminosyrer (hvilke tilsyneladende afhænger af pH), kreatin, men kan ikke bruge urinstof som kvælstofkilde.

## SkadeligPrymnesiumalgeopblomstring
En skadelig algeopblomstring af Prymnesium parvum, der producerede giften prymnesin, var angiveligt ansvarlig for massedøden af cirka 360 tons fisk i floden Oder i en miljøkatastrofe i 2002.